# Šubířové z Chobyně
Šubířové z Chobyně byl šlechtický rod původem z východních Čech připomínaný od 15. století. Později se prosadila moravská větev, jejíž členové zastávali zemské úřady na Moravě a v roce 1713 byli povýšeni do panského stavu. Na Moravě vlastnili drobné statky, s jejich jménem je spojen vznik poutního areálu v Jaroměřicích u Jevíčka. 

## Původ rodu
První Šubířové se připomínají v 15. století na Náchodsku a jako majitelé svobodných dvorů působili ve službách knížete Jindřicha Minstrberského. Souvislý rodokmen začíná Matějem Šubířem, který žil koncem 15. století ve Vysoké Srbské, jeho potomci se usadili v Náchodě, kde se stali váženými měšťany a Vilém Šubíř (1524-1611) byl náchodským purkmistrem. I v dalších stoletích se Šubířové ve východních Čechách vyskytují jako živnostníci a podnikatelé, většího významu ale dosáhla moravská větev, která pravděpodobně již v 16. století přesídlila do okolí Blanska.

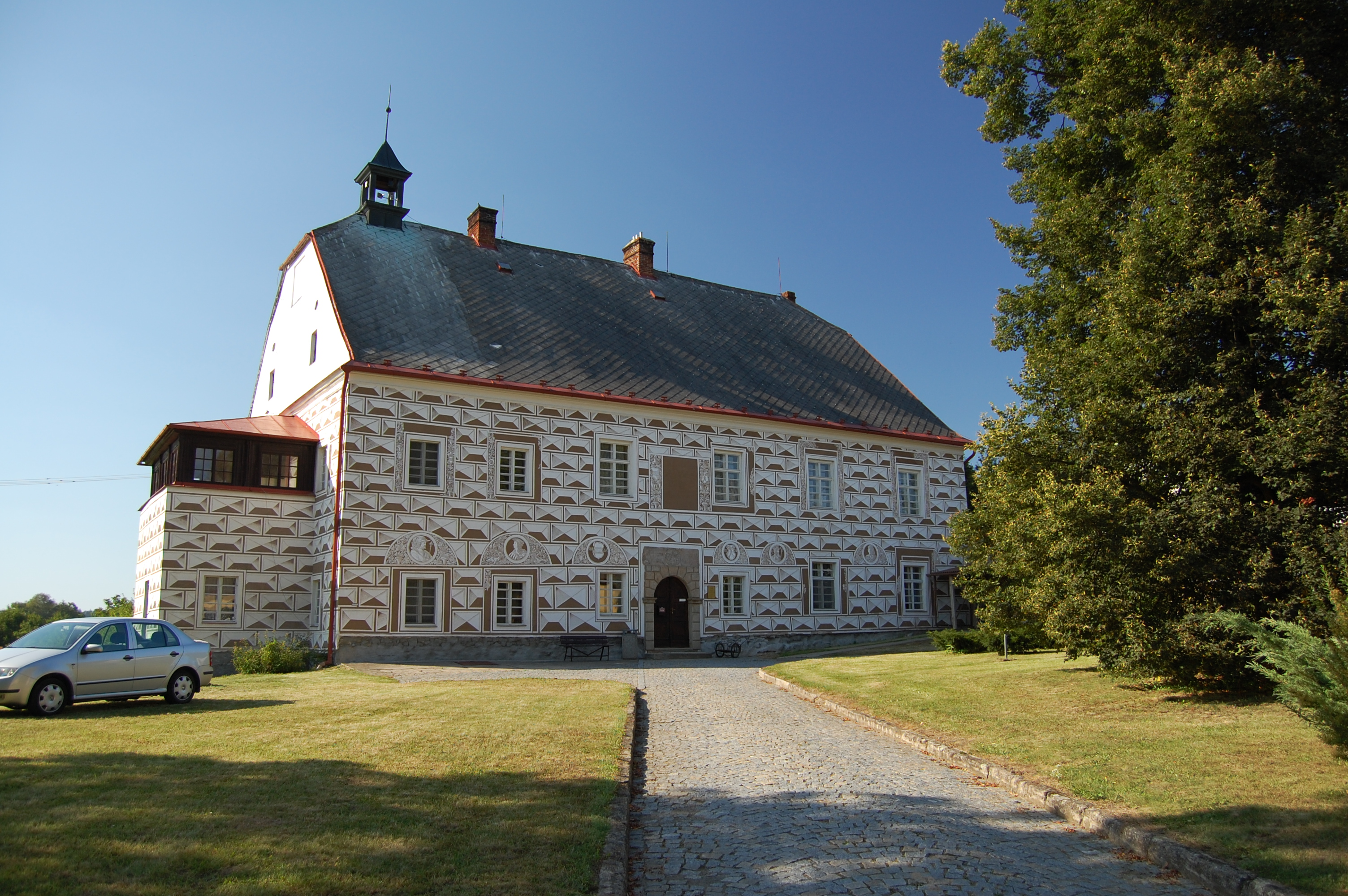
Zámek Jaroměřice, sídlo Šubířů v letech 1661-1756

## Šubířové na Moravě
Na Moravě dosáhl vzestupu Václav Šubíř, který zahájil svou kariéru jako panský úředník na Rájci, později poblíž vlastnil dvůr Svéslav, držel též dům a vinohrady v Dolních Kounicích. V roce 1612 byl přijat do rytířského stavu, později přestoupil na katolickou víru a za třicetileté války byl zemským proviantmistrem armády na Moravě. Václavovým dědicem byl syn František Zdeněk (1619-1675), jehož druhá manželka Anna Marie, rozená ze Žerotína, koupila v roce 1661 za 14 000 zlatých panství Jaroměřice u Jevíčka a jaroměřický renesanční zámek se na sto let stal sídlem Šubířů. V další generaci musel František Julius Ferdinand (1649-1721) zaplatit vysokou finanční náhradu pražskému arcibiskupství, které si činilo nárok na Jaroměřice. Zastával nižší úřady na Moravě, mimo jiné byl přísedícím zemského soudu a 8. května 1713 byl povýšen do stavu svobodných pánů.

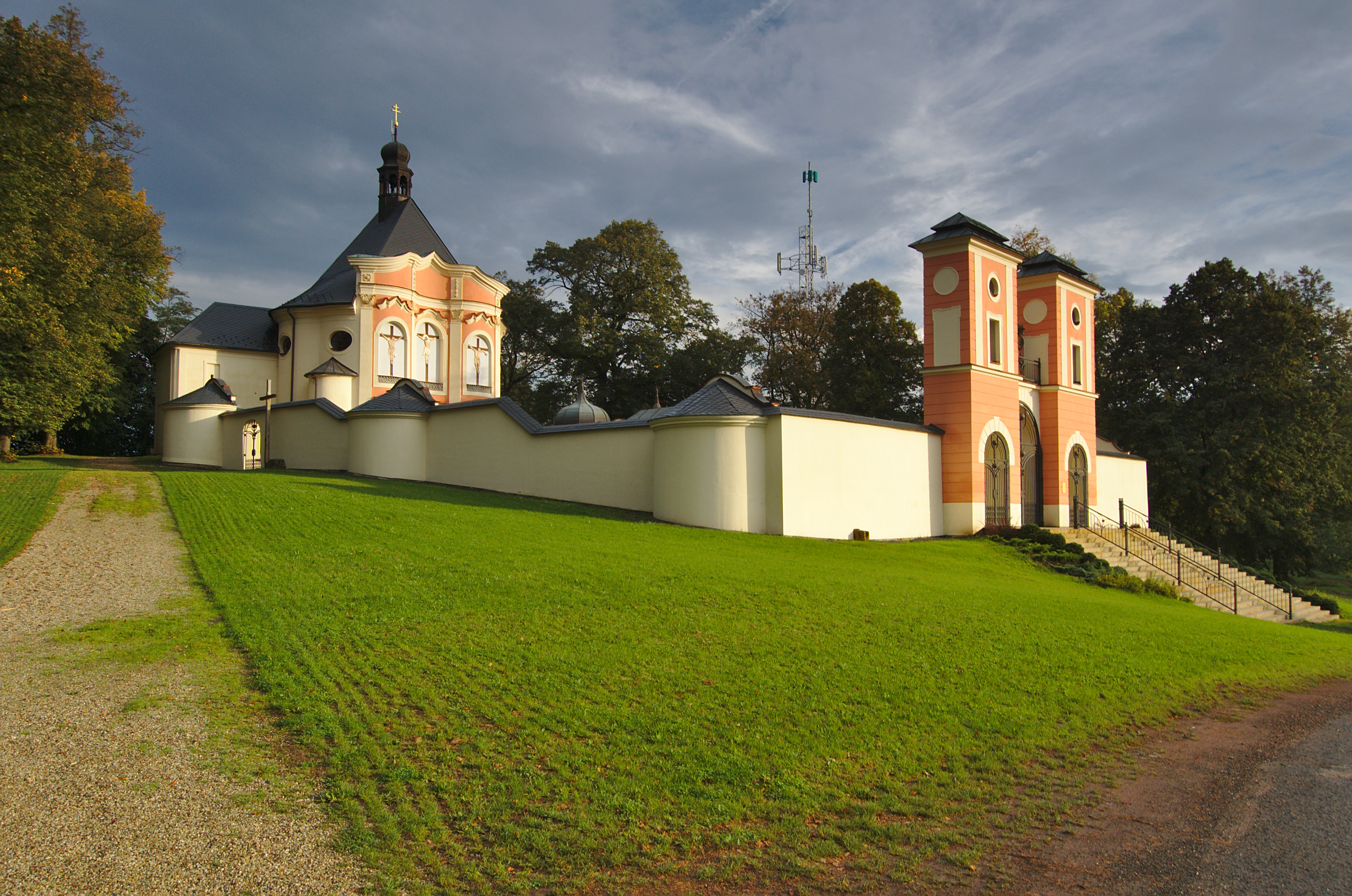
Poutní kostel Povýšení svatého Kříže u Jaroměřic s hrobkou Šubířů

Nejvýznamnější osobností rodu se stal František Michal (1682-1738), který byl krajským hejtmanem v Brně (1719-1722) a v Olomouci (1722-1726), nakonec byl nejvyšším zemským sudím na Moravě (1726-1737), byl jmenován i císařským tajným radou (1728).  Jeho zásluhou vznikla rytířská akademie v Olomouci (1724), na jaroměřickém panství založil vesnice Šubířov a Chobyně, které dodnes připomínají jméno rodu. Především proslul jako iniciátor vzniku poutního areálu na vrchu Kalvárie u Jaroměřic s kostelem Povýšení sv. Kříže (1712-1714). V zemských úřadech se pak uplatnil i jeho syn František Xaver Antonín (1713-1790), který byl taktéž krajským hejtmanem v Brně (1736-1739) a v Olomouci (1739-1748) a dosáhl také hodnosti c.k. tajného rady. Díky sňatku s hraběnkou Aloisií z Rogendorfu (1711-1783) se jeho portrét dostal na zámek v Rájci, kde je dodnes k vidění. 
Z jeho potomstva vynikl František Salesius (1739-1777), který byl kanovníkem v Olomouci a v roce 1776 byl pověřen přípravnými pracemi na rozdělení olomoucké diecéze pro zřízení nového biskupství v Brně. Mezitím byl v roce 1756 pro dluhy prodán statek Jaroměřice a Šubířové tak ztratili pozemkový majetek. Antonín (1748-1801) sloužil v armádě a dosáhl hodnosti generálmajora, úmrtím jeho bratra Kajetána (1740-1806) zaniká moravská větev.

## Erb

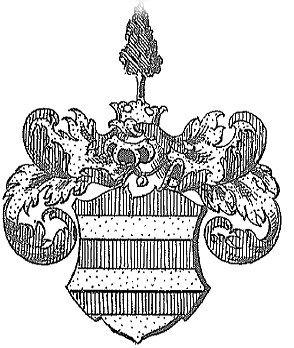
Znak Šubířů z Chobyně, var. 1

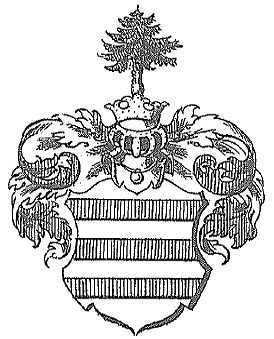
Znak Šubířů z Chobyně, var. 2

Erbem Šubířů byl stříbrný štít s třemi červenými břevny, klenotem byl zelený strom. V souvislosti s povýšením do rytířského a panského stavu se erb vyskytuje v různých, ale podobných variantách. Erb Šubířů je umístěn na vstupním portále poutního kostela Povýšení sv. Kříže v Jaroměřicích, kde byli pohřbeni někteří členové rodu. Další rodová hrobka s dochovaným erbem se nachází v kostele Nanebevzetí Panny Marie v Jevíčku.